# Македонска пошта
Македонська Пошта (мак. Македонска пошта) — національний оператор поштового зв'язку Північної Македонії зі штаб-квартирою в Скоп'є. Є державною акціонерною компанією та підпорядкована уряду Македонії. Член Всесвітнього поштового союзу.